# 山口正定
山口 正定（やまぐち まささだ、1843年10月18日（天保14年9月25日）- 1902年（明治35年）3月21日）は、幕末の水戸藩士、明治期の侍従・海軍軍人。茨城県権参事、侍従長、宮中顧問官、海軍大佐、男爵。通称・徳之進。明治天皇の側近。

## 経歴
水戸藩士・山口正直の長男として生まれる。尊皇攘夷派として活動。万延元年（1860年）、大番組となる。文久3年（1863年）、藩主徳川慶篤の上洛に随行し、京都の警護に従事。慶応4年（1868年）、藩政を勤皇に回復するよう命ずる勅を奉じて帰藩した。同年7月、北越追討軍を編成して戊辰戦争に出征。
明治2年7月18日（1869年8月25日）、水戸藩権大参事に就任。以後、
大参事、権大参事を務めた。廃藩置県後は水戸県に引き続き出仕し、明治4年11月14日（1871年12月25日）、茨城県が成立すると権参事に就任。明治5年7月20日（1872年8月23日）に免官となる。
同年8月2日（9月4日）、侍従に就任。三等侍補を経て、1878年（明治11年）12月、海軍中佐兼侍従長となる。佐々木高行と共に明治天皇と海軍との円滑な関係を保つことに努めた。1886年（明治19年）7月、海軍大佐に昇進し、1888年（明治21年）12月、予備役、1898年（明治31年）9月、後備役となる。
1892年（明治25年）11月、兼宮内省四等出仕となる。以後、侍従、宮内大書記官・御猟場掛長、宮内書記官、主猟局長官、主猟局長兼主殿頭（死去まで在任）などを歴任。1896年（明治29年）6月5日、男爵を叙爵され華族に列せられた。さらに、兼大喪使事務官、図書頭代理、兼宮中顧問官（死去まで在任）を務めた。墓所は染井霊園。

## 栄典
位階
- 1900年（明治33年）3月20日 - 従三位[5]
- 1902年（明治35年）3月21日 - 正三位[6]

爵位
- 1896年（明治29年）6月5日 - 男爵[7]

勲章等
| 受章年                     | 略綬 | 勲章名                   | 備考 |
| -------------------------- | ---- | ------------------------ | ---- |
| 1888年（明治21年）12月26日 |      | 勲三等瑞宝章             |      |
| 1889年（明治22年）11月25日 |      | 大日本帝国憲法発布記念章 |      |
| 1895年（明治28年）10月31日 |      | 勲二等旭日重光章         |      |
| 1902年（明治35年）3月21日  |      | 勲一等瑞宝章             |      |

外国勲章佩用允許
| 受章年                   | 国籍         | 略綬 | 勲章名                           | 備考 |
| ------------------------ | ------------ | ---- | -------------------------------- | ---- |
| 1894年（明治27年）3月8日 | オスマン帝国 |      | 美治慈恵第二等勲章               |      |
| 1899年（明治32年）7月4日 | イタリア王国 |      | 王冠第二等勲章                   |      |
| 1899年（明治32年）7月4日 | ロシア帝国   |      | 神聖スタニスラス星章付第二等勲章 |      |

## 親族
- 妻：夏（1851–1923） - 茨城県士族・筧正邦の姉
- 長男：山口豊男（1874–1922）- 男爵・陸軍少佐[13]
  - 妻：山口正子（1883–1960） - 男爵西五辻文仲長女。貞明皇后の権典侍を務めていたが、二男の検挙により退職[13][14]。
  - 長男：山口正男（1907–1940） - 男爵
  - 二男：山口定男（1909–） - 帝大生時代の1933年3月、赤化華族の一人として岩倉靖子らとともに検挙されたが、転向を表明して6月に釈放された[15]。
- 二男：山口次郎（1877–1960） - 工学士。川崎造船所技師
  - 妻：ヨシ（1887–） - 横山岩次郎の三女、川崎正蔵の養女。姉の夫・林雅之助は伯爵林董の長男[16]。
- 三男：山口三郎（1880–1942） - 東京瓦斯工業
- 四男：山口四郎（1883–1907）
- 叔父：山口辰之介（桜田門外の変に参加し自決、父の弟）[4]
- 叔母：藤田里子（藤田東湖の妻、父の妹）[4]